# Phyllachora cantonensis
Phyllachora cantonensis är en svampart som beskrevs av Syd. & P. Syd. 1920. Phyllachora cantonensis ingår i släktet Phyllachora och familjen Phyllachoraceae.   Inga underarter finns listade i Catalogue of Life.